# Un asesinato, un misterio y un matrimonio
Un asesinato, un misterio y un matrimonio (título original en inglés: A Murder, a Mystery, and a Marriage) es un cuento escrito por Mark Twain en 1876. Fue publicado en una edición limitada, no autorizada, en 1945; la edición autorizada apareció recién en 2001. Inicialmente, Twain propuso a William Dean Howells tentar a doce autores, incluyendo él mismo, para que cada uno escribiera un cuento con la misma trama. El esquema fracasó y Twain fue el único en darle cuerpo a la trama. El manuscrito resultante quedó sin publicar hasta que fue comprado por Lew D. Feldman, quien consideró que la posesión del manuscrito original le daba el derecho a publicarlo. Para probar esta teoría, en 1945, publicó una edición limitada de 16 copias del relato. El caso llegó hasta la Corte de Apelaciones de Estados Unidos donde se determinó que «la posesión de un manuscrito no incluye el derecho de publicación».
No fue hasta 2001 que el tema de los derechos de publicación fue resuelto y el cuento fue finalmente publicado en The Atlantic. Esta publicación fue seguida por una edición de W.W. Norton (ISBN 0393043762).

## Satiriza a Jules Verne
En "Un asesinato, un misterio y un matrimonio", Mark Twain satiriza a Jules Verne. Este dice que "en mala hora caí en manos de un tal monsieur Jules Verne, escritor".